# Parelloop 2007
De Parelloop 2007 vond plaats op zondag 2 april 2007. Het was de negentiende editie van dit evenement. 
De winst ging bij de mannen naar de Keniaan Micah Kogo in 27.07. Zijn landgenoot Barnabas Kosgei werd in 28.33 op ruime afstand tweede, gevolgd door Charles Koech die het erepodium voor Kenia compleet maakte. Bij de vrouwen zegevierde Hilda Kibet in 32.24, die haar landgenote Peninah Arusei vijf seconden voorbleef. Het was na 2004 al haar tweede overwinning in deze loop.
Naast de 10 km kende het evenement ook een 5 km, een studentenloop over 2,35 km en een aantal kinderlopen.
In 2007 finishten 584 mannen en 568 vrouwen. 

## Wedstrijd
Mannen
| rang   | naam                   | land | tijd  |
| ------ | ---------------------- | ---- | ----- |
| Goud   | Micah Kogo             | KEN  | 27.07 |
| Zilver | Barnabas Kosgei        | KEN  | 28.33 |
| Brons  | Charles Koech          | KEN  | 28.37 |
| 4      | Amanuel Waldeselassie  | ERI  | 28.45 |
| 5      | Nicholas Koech         | KEN  | 28.45 |
| 6      | Ben Kimwole            | KEN  | 28.47 |
| 7      | Elias Maindi           | KEN  | 29.01 |
| 8      | Barnabas Bene          | HUN  | 29.19 |
| 9      | Emanuel Biwott         | KEN  | 29.20 |
| 10     | Koen Raymaekers        | NED  | 29.29 |
| 11     | Jeroen van Damme       | NED  | 29.34 |
| 12     | Fakhreddine Abdelatime | MAR  | 29.49 |
| 13     | Stefan Van Den Broek   | BEL  | 29.50 |
| 14     | Guy Fays               | BEL  | 29.56 |
| 15     | Jamal Baligha          | MAR  | 30.01 |
| 16     | Anderson Chirchir      | MAR  | 30.04 |
| 17     | Tom Compernolle        | BEL  | 30.08 |
| 18     | Gadisa Abebe           | ETH  | 30.11 |
| 19     | Hans Janssens          | BEL  | 30.18 |
| 20     | Roger Smeets           | NED  | 30.21 |

Vrouwen
| rang   | naam                | land | tijd  |
| ------ | ------------------- | ---- | ----- |
| Goud   | Hilda Kibet         | KEN  | 32.24 |
| Zilver | Peninah Arusei      | KEN  | 32.29 |
| Brons  | Genet Getaneh       | ETH  | 33.28 |
| 4      | Milka Jerotich      | KEN  | 33.40 |
| 5      | Fatiha Baouf        | BEL  | 33.54 |
| 6      | Eunice Orwaru       | KEN  | 35.22 |
| 7      | Daphne Panhuijsen   | NED  | 35.26 |
| 8      | Pauline Claessen    | NED  | 36.26 |
| 9      | Inge van Bergen     | NED  | 36.31 |
| 10     | Isabella Sluysmans  | BEL  | 36.50 |
| 11     | Mechtild Panhuijsen | NED  | 37.42 |
| 12     | Claudia Leschnik    | NED  | 38.30 |
| 13     | Ella Witjes         | NED  | 38.41 |
| 14     | Inge de Jong        | NED  | 38.45 |
| 15     | Birgit Berk         | NED  | 39.14 |

1989 ·
1990 ·
1991 ·
1992 ·
1993 ·
1994 ·
1995 ·
1996 ·
1997 ·
1998 ·
1999 ·
2000 ·
2001 ·
2002 ·
2003 ·
2004 ·
2005 ·
2006 ·
2007 ·
2008 ·
2009 ·
2010 ·
2011 ·
2012 ·
2013 ·
2014 ·
2015 ·
2016 ·
2017 ·
2018 ·
2019 ·
2020 (afgelast) ·
2021 (afgelast) ·
2022 ·
2023 ·
2024